# Рогалёв, Виктор Павлович
Виктор Павлович Рогалев (род. 29 сентября 1957, Сарань, Карагандинская область, Казахская ССР, СССР) — казахстанский общественный и политический деятель, кандидат исторических наук (1989), профессор.

## Биография
Виктор Павлович Рогалёв родился 29 сентября 1957 года в г. Сарани Карагандинской области.
Отец — Рогалёв Павел Алексеевич (1933—2007), секретарь парткома треста" Карагандинское жилищное строительство, заместитель председателя Тургайского облисполкома, управляющий треста «Мособлстрой».
Мать — Рогалёва Эльмира Сергеевна (1932 г. р.), пенсионер, преподаватель Карагандинского педагогического училища.
В 1981 году окончил Высшую комсомольскую школу при ЦК ВЛКСМ (г. Москва) по специальности «преподаватель истории и обществоведения».
В 1989 году окончил аспирантуру Карагандинский государственный университет имени Е. А. Букетова по специальности «политолог».
Окончил Центрально-Казахстанскую академию по специальности «юрист».
В 1989 году защитил учёную степень кандидата исторических наук, тема диссертации: «Деятельность Компартии Казахстана по повышению трудовой и общественно-политической активности комсомольцев и молодежи предприятий тяжелой промышленности республики».
Владеет английским, немецким, казахским (со словарем) и русским языками.

## Трудовая деятельность
С 1974 по 1977 годы — Электрослесарь комбината треста «Карагандажилстрой».
С 1981 по 1985 годы — Заведующий кабинетом обкома, первый секретарь Железнодорожного райкома, заведующий отделом Карагандинского обкома ЛКСМК.
С 1985 по 1994 годы — Аспирант, преподаватель, старший преподаватель, заведующий кафедрой политологии и социологии Карагандинского государственного университета.
С 1994 по 1995 годы — Заместитель председателя Комитета Верховного Совета Республики Казахстан по государственному строительству и региональной политике.
С 1995 по 1996 годы — Первый заместитель председателя, исполняющий обязанности председателя партии «Народный конгресс Казахстана».
С 1996 по 2002 годы — Государственный инспектор организационно-контрольного отдела Администрации Президента Республики Казахстан.
С 2002 по 2003 годы — Советник президента ЗАО "Национальная компания «КазМунайГаз».
С 2005 по 2007 годы — Заместитель заведующего отделом организационно-контрольной и кадровой работы Аппарата Мажилиса Парламента Республики Казахстан.
С 28 марта 2016 года — Заместитель председателя — Директор Департамента организационной, кадровой работы и активов Федерации профсоюзов Республики Казахстан.

## Выборные должности, депутатство
С 1994 по 1995 годы — Депутат Верховного Совета Республики Казахстан XIII созыва, член партии Народный Конгресс Казахстана, г. Караганда. От Транспортного избирательного округа № 65 Карагандинской области. Заместитель председателя Комитета Верховного Совета Республики Казахстан по государственному строительству и региональной политике.
С 27 августа 2007 года по 20 января 2016 года — Депутат Мажилиса Парламента Республики Казахстан IV, V созывов по партийному списку Народно-Демократической партии «Нур Отан», Член комитета по международным делам, обороне и безопасности. Секретарь Комитета по международным делам, обороне и безопасности Мажилиса Парламента Республики Казахстан.

## Научные, литературные труды
Автор книг «Терминологический словарь по политологии» (1992 г.), «Человек и политика» (1993 г.), «Политическая культура» (1993 г.) и др.

## Награды
- Памятная медаль «Астана» (1998)
- Орден Курмет (2007)[2]
- Орден «Содружество» (2010) (МПА СНГ)
- Почётная грамота МПА ЕврАзЭС (2010)[3]
- Медаль «МПА СНГ. 25 лет» (27 марта 2017 года, Межпарламентская ассамблея СНГ) — за заслуги в деле развития и укрепления парламентаризма, за вклад в развитие и совершенствование правовых основ функционирования Содружества Независимых Государств, укрепление международных связей и межпарламентского сотрудничества[4]

- Государственные юбилейные медали
- 2001 — Медаль «10 лет независимости Республики Казахстан»
- 2005 — Медаль «10 лет Конституции Республики Казахстан»
- 2006 — Медаль «10 лет Парламенту Республики Казахстан»
- 2008 — Медаль «10 лет Астане»
- 2011 — Медаль «20 лет независимости Республики Казахстан»
- 2015 — Медаль «20 лет Конституции Республики Казахстан»
- 2016 — Медаль «25 лет независимости Республики Казахстан»